# Tarcísio de Freitas
Tarcísio Gomes de Freitas (Rio de Janeiro, 1975. augusztus 19. –) brazil mérnök és politikus, 2023. január 1. óta São Paulo állam kormányzója. Freitas a republikánus párt tagjaként 2019. január 1-től Jair Bolsonaro elnök alatt infrastrukturális miniszteri tisztet töltött be. 2022. március 31.-én  Freitas lemondott tisztségéről, hogy São Paulo kormányzói posztjára indulhasson a 2022-es választásokon.  A 2022. októberi második fordulóban Tarcísio legyőzte a Munkáspárt jelöltjét, Fernando Haddadot, így ő lett São Paulo első megválasztott kormányzója 28 év után, aki nem tagja a PSDB-nek.

## Élete
Freitas Rio de Janeiróban született.

### Freitas 2019-ben
Freitas, a Képviselőház jogalkotási tanácsadó testületéhez köthető kormányzati alkalmazott, az Agulhas Negras Katonai Akadémián, valamint a Katonai Mérnöki Intézetben szerzett mérnöki diplomát, ahol a legmagasabb átlagos osztályzatot érte el az intézményben. Gomes mérnökként szolgált a brazil hadseregben, a Brazil Mérnöki Vállalat műszaki részlegének vezetőjeként az Egyesült Nemzetek Szervezetének Haiti Stabilizációs Misszióján (MINUSTAH), valamint audit-koordinátorként a Brazília Általános Ellenőrzője (CGU) Közlekedési Osztályán.
2011-ben Jorge Fraxe tábornok nevezte ki az Országos Közlekedési Infrastrukturális Főosztály (DNIT) ügyvezető igazgatójává, aki az akkori elnök, Dilma Rousseff által elrendelt "etikai takarítás" idején vezette a hivatalt a korrupciós vádak miatti válság után. . 2014-ben került az általános igazgatóságra. 2015-ben a Beruházási Partnerségi Program (PPI) Külön Titkárság projektkoordinációs titkáraként volt felelős a privatizációs és koncessziós programért.

## São Paulo kormányzója
Mielőtt bejelentette, hogy São Paulo kormányzójává kíván pályázni a 2022-es választásokon, azt feltételezték, hogy indul a szövetségi szenátusba Brazília képviseletében. A 2022-es kormányzóválasztáson aratott győzelmét követően a kommentátorok felvetették, hogy indulhat az elnökválasztáson a 2026-os brazil általános választáson.

## Fordítás
Ez a szócikk részben vagy egészben  a   Tarcísio de Freitas című angol Wikipédia-szócikk ezen változatának fordításán alapul.  Az eredeti cikk szerkesztőit annak laptörténete sorolja fel. Ez a jelzés csupán a megfogalmazás eredetét és a szerzői jogokat jelzi, nem szolgál a cikkben szereplő információk forrásmegjelöléseként.